# Alkhanli (Fizouli)
Alkhanli est un village de la région de Fizouli en Azerbaïdjan.

## Histoire
En 1993-1994, Alkhanli était sous le contrôle des forces armées arméniennes.

## Population
Selon les statistiques de 2009, la population du village est de 2914 personnes.

## Économie
La principale occupation de la population du village est l'agriculture.